# چزاره میلانی
چزاره میلانی (انگلیسی: Cesare Milani؛ ۴ ژانویه ۱۹۰۵ – ۲۱ ژوئن ۱۹۵۶) ورزشکار اهل ایتالیا بود.
وی در مسابقات کشوری و بین‌المللی در مجموع برندهٔ ۴ مدال طلا، ۶ مدال نقره، ۱ مدال برنز شده‌است.